# Santuario di Santa Maria delle Grazie (Forlì)
Il santuario di Santa Maria delle Grazie di Fornò è uno dei più importanti esempi di architettura rinascimentale della Romagna. Sorge nella frazione di Fornò, a est di Forlì, in direzione Forlimpopoli.
È stato definito da Mariacristina Gori "il monumento più singolare del territorio forlivese, anzitutto perché a date assai precoci adotta, in modo totalmente inconsueto per un edificio dedicato alla Vergine, una pianta centrale. L'ampiezza della fabbrica, inoltre, appare sicuramente eccezionale": la pianta circolare risulta, infatti, di 34 metri circa di diametro.
Il santuario va annoverato fra le più significative chiese circolari d'Italia. Riccardo Lanzoni lo definisce "un'opera d'arte, pressoché unica in Italia, se non nell'Europa occidentale".

## Storia

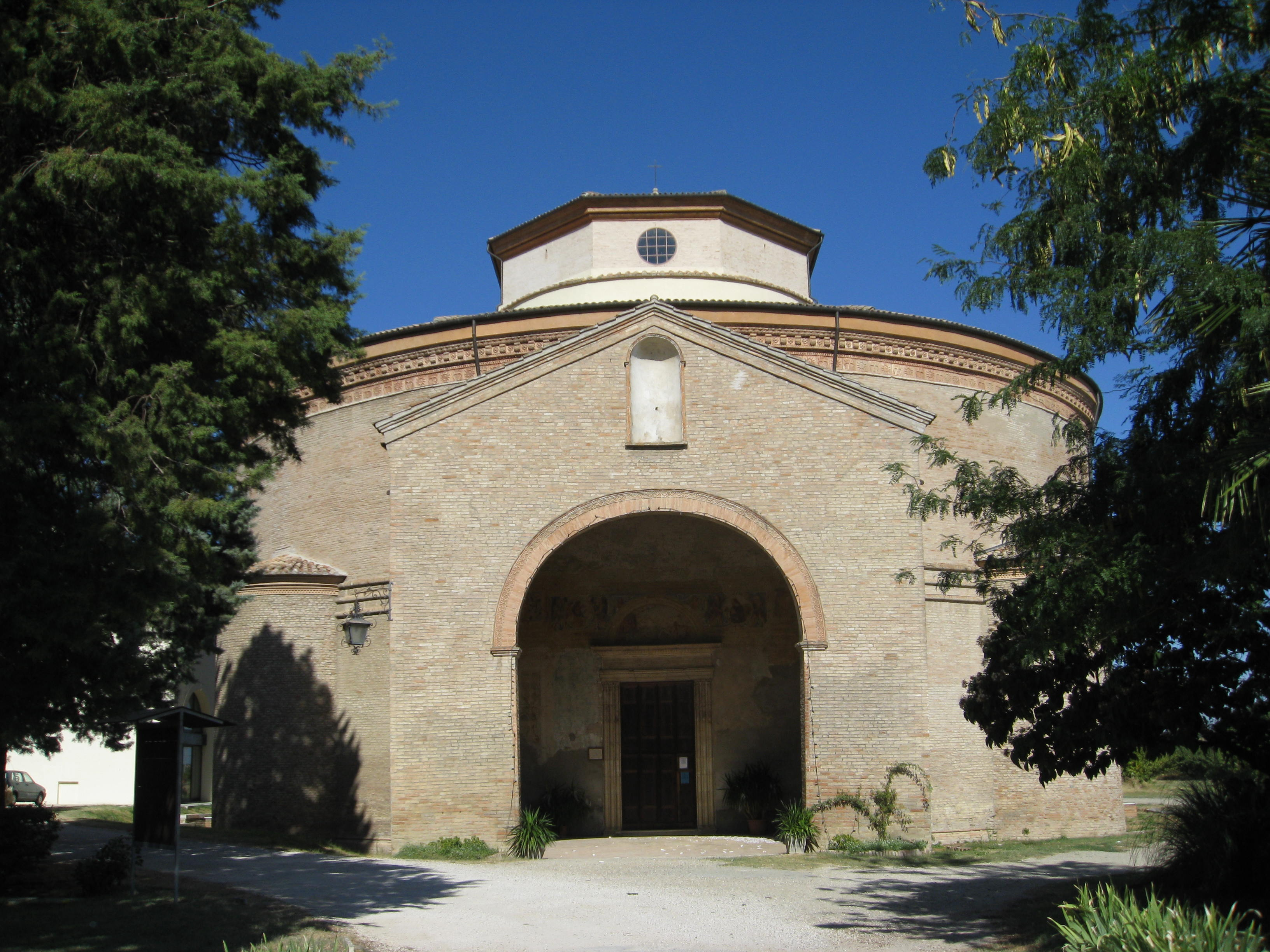
Facciata del santuario

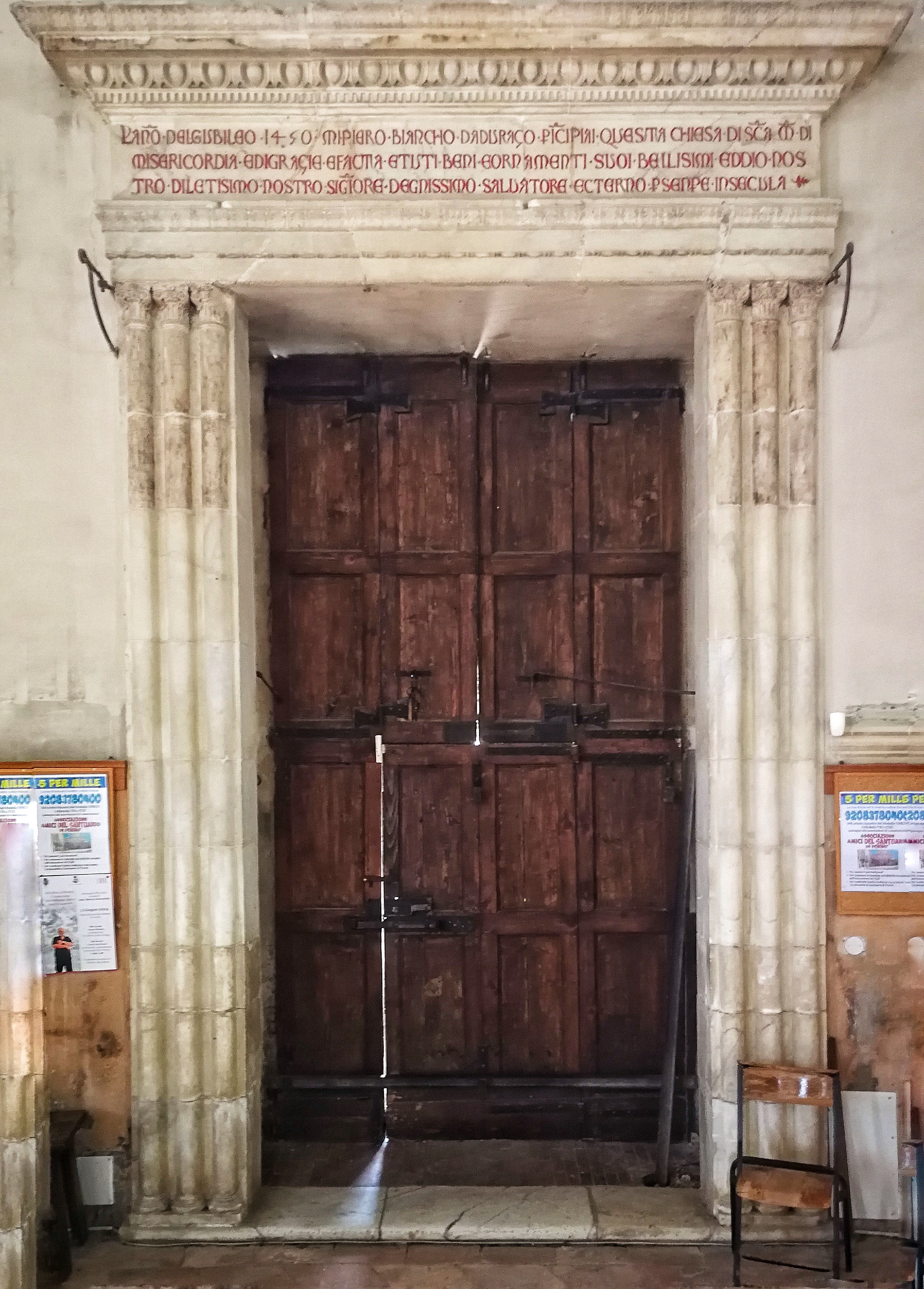
Portale con scritta dedicatoria

La costruzione, che risale alla seconda metà del XV secolo, avviene per iniziativa del monaco eremita Pietro Bianco (Pjetër Bardhi) da Durazzo. Sul portale d'ingresso è visibile un'iscrizione in cui si leggono sia il nome del fondatore, che l'anno d'inizio dell'opera.
Pietro Bianco, giunto a Forlì nel 1458, aveva dapprima fatto costruire una celletta nei pressi di Porta Cotogni e poi, grazie anche all'intervento di Pino III Ordelaffi, aveva avuto occasione di edificare un santuario dedicato alla Madonna.
Il progetto, come hanno evidenziato alcuni studiosi, fra cui Riccardo Lanzoni, appare da subito orientato secondo la volontà di creare uno spazio omogeneo e con caratteri di equilibrio, fondato su una spiritualità consolidata. Tuttavia Giovanni di Mastro Pedrino nella sua Cronica (1453) definisce l'edificio una "ghiexiola", una piccola chiesa, cosa che contrasta con le dimensioni attuali dell'edificio, che evidentemente è cresciuto in seguito. Di questo primitivo edificio quattrocentesco, che già era impostato alla maniera bizantina con pianta centrale, rimangono alcuni elementi, come una finestra ogivale sul muro interno del deambulatorio e alcuni archi murati, anch'essi ogivali. Pertanto si intuisce che le forme primigenie, nonostante risalgano al quattrocento, risentono maggiormente dello stile gotico rispetto a quelle che poi saranno adottate in seguito. A questa fase risale anche l'originale della tavola (sottratta nel 1986 e quindi sostituita da una copia) che raffigura la Madonna con il Bambino e Pietro Bianco inginocchiato. Questo primo edificio deve essere stato progettato con l'ausilio di maestri esperti e non è da escludere che Pino III avesse mandato in aiuto dell'eremita alcuni maestri costruttori attivi a Forlì in quel periodo.
Nel 1483 si registrano danni dovuti a un terremoto che causa la necessità di abbassare il soffitto e coprirlo con travi di legno. Altri problemi derivano da inondazioni dovute allo straripamento del fiume Ronco, che causano l'interramento del pavimento originario e la ricostruzione di un nuovo pavimento un metro sopra il pre-esistente.
Dopo la morte di Pietro Bianco, avvenuta nel 1477, il Santuario viene affidato a una comunità di Canonici Regolari di San Salvatore, già dal 29 maggio di quell'anno, con approvazione di papa Sisto IV. Il primo superiore è Ludovico Orlandini da Forlì.
All'inizio del Cinquecento vengono attuati lavori di ampliamento e decorazione, come per esempio la fascia del fregio interno del muro perimetrale decorata ad affresco che, recando la data del 1501, consente di far risalire a tale data l'ampliamento del perimetro. Un'iscrizione data il pavimento al 1503.
Nel 1507 papa Giulio II si ferma a soggiornare in alcune stanze del convento e in onore della visita viene dipinto ad affresco un suo ritratto nel santuario.
Fino al Settecento il santuario e il convento sono ben organizzati e prosperano, ma poi segue un periodo di crisi. I Canonici regolari sono prima trasferiti a Forlì e poi incorrono nelle soppressioni napoleoniche. Nonostante il loro ritorno e nel 1829 l'avvio di operazioni di bonifiche, il luogo sembra destinato a essere abbandonato, tanto che si demolisce parte del convento e si inizia a parlare di atterrare l'intero complesso. Viene salvato dall'iniziativa degli abitanti dei dintorni, del gonfaloniere Pietro Guarini e del legato Giuseppe Milesi. Giacomo Santarelli intraprende quindi delle operazioni di restauro fra il 1853 e il 1857, volute da papa Pio IX che, di passaggio a Forlì, aveva constato con dolore lo stato di abbandono del sito e finanziato in prima persona l'intervento. Tuttavia nel 1870 crolla parte della cuspide del campanile che finisce poi atterrato nel 1944 durante la Seconda Guerra Mondiale e non viene più ricostruito.
Nel dopoguerra don Amedeo Pasini riesce a far rimettere in piedi parte del complesso, che diventa poi sede di attività dell'organizzazione Papa Giovanni XXIII.
Nel 2024 si mettono in atto importanti interventi di restauro, volti alla risoluzione dei problemi di umidità che affliggono il luogo.

## Descrizione

### Esterno

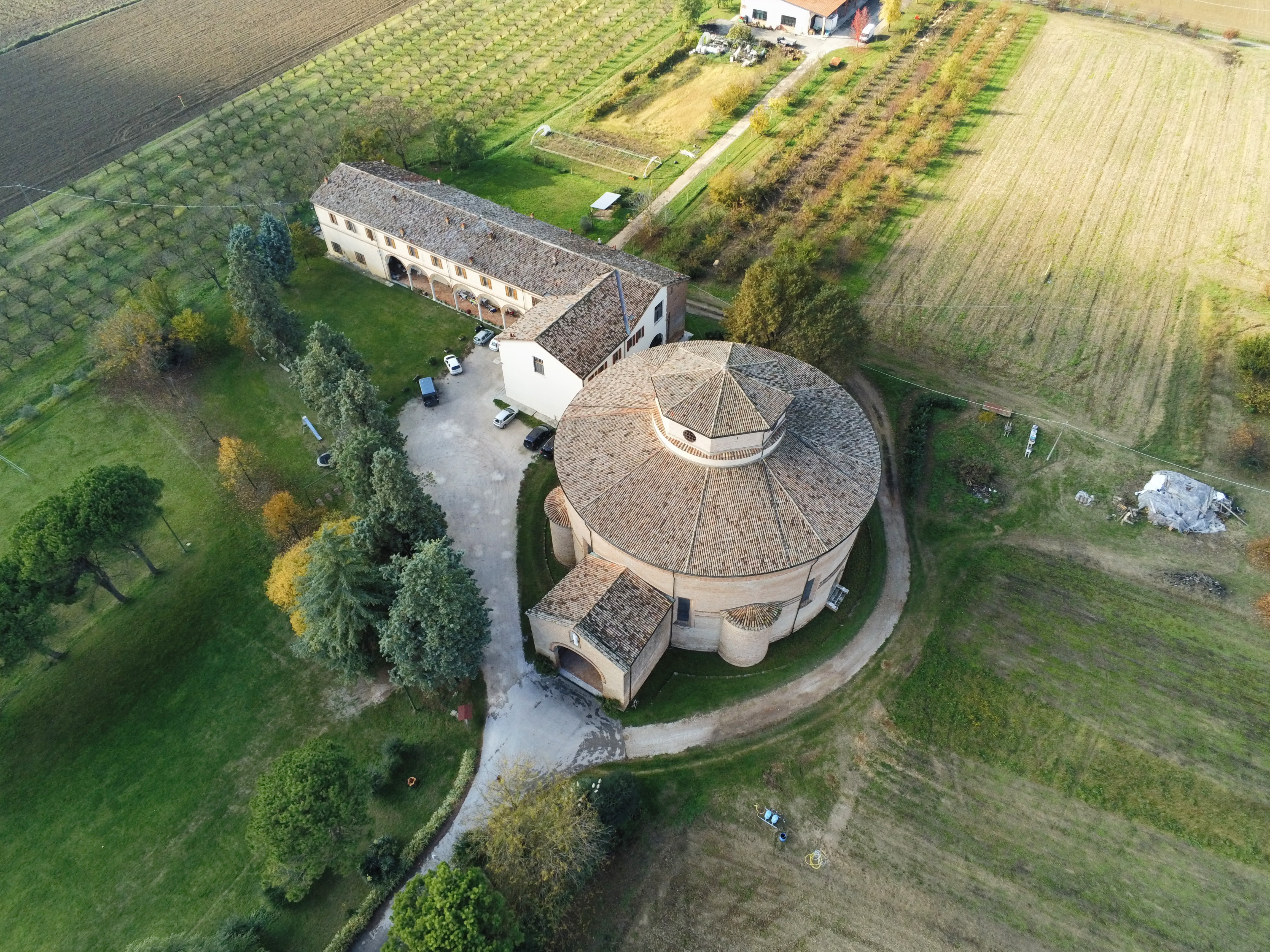
Vista dall'alto

Dall'alto è ben chiara la struttura del complesso di cui si vede bene il corpo della chiesa e quello che resta del convento con la struttura a L recuperata dopo i danni inflitti dal crollo del campanile.
La chiesa a pianta centrale è ottenuta mediante due strutture una dentro l'altra, la più interna ha un diametro di 7 metri, mentre l'esterna di 33,83 metri. Il tiburio corrisponde alla struttura più interna. Date le dimensioni e la presenza di elementi gotici, si è ipotizzato che il nucleo centrale, quello di 7 metri, fosse quello quattrocentesco, poi ampliato nel Cinquecento con la struttura più grande. Sulla parete esterna si trovano quattro absidiole semicircolari che sporgono dal corpo centrale. L'ingresso è determinato da un atrio d'accesso con copertura a spioventi dove si trova il portale con stipiti in marmo di Carrara. In altri punti, rivolti a nord e sud, si aprono altri due accessi.
Un fregio in cotto si trova lungo il perimetro in alto e presenta formelle alternate con il simbolo della Vergine e di San Bernardino. Nell'atrio si trovano affreschi con un fregio che raffigura santi monaci dell'ordine lateranense (Ubaldo, Gelasio, Agostino e Prospero) con decorazioni fitomorfe e con putti. Sul portale si nota una lunetta con soldati addormentati, forse ciò che resta di una Resurrezione.
Sul frontone si vede una copia in marmo di Carrara dell'originale Madonna col Bambino del 1454-55 attribuita ad Agostino di Duccio. La copia è stata collocata nella nicchia in cui si trova nel 2016, dopo che l'originale era stata rimossa nel 2010 e portata nel Vescovado (Palazzo Marchesi) di Forlì. In marmo e alta circa 160 centimetri è realizzata in quattro parti poi assemblate come i rocchi di una colonna.

### Interno

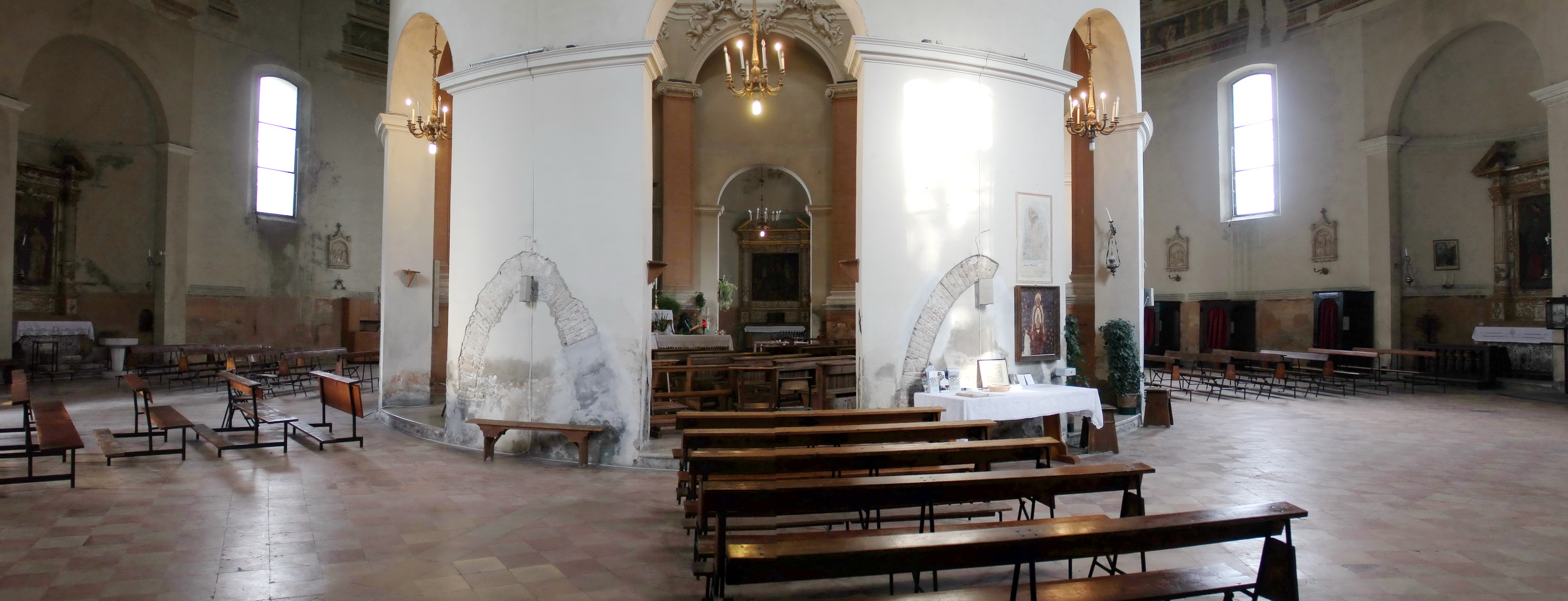
L'interno

L'interno propone uno spazio molto originale basato sull'unione concentrica dei due volumi a pianta centrale visibili anche dall'esterno.
Sopra l'arco della scala vicina al coro era dipinto un affresco con la Natività poi staccato e conservato nella Pinacoteca di Forlì, forse dello stesso pittore degli affreschi dell'atrio.

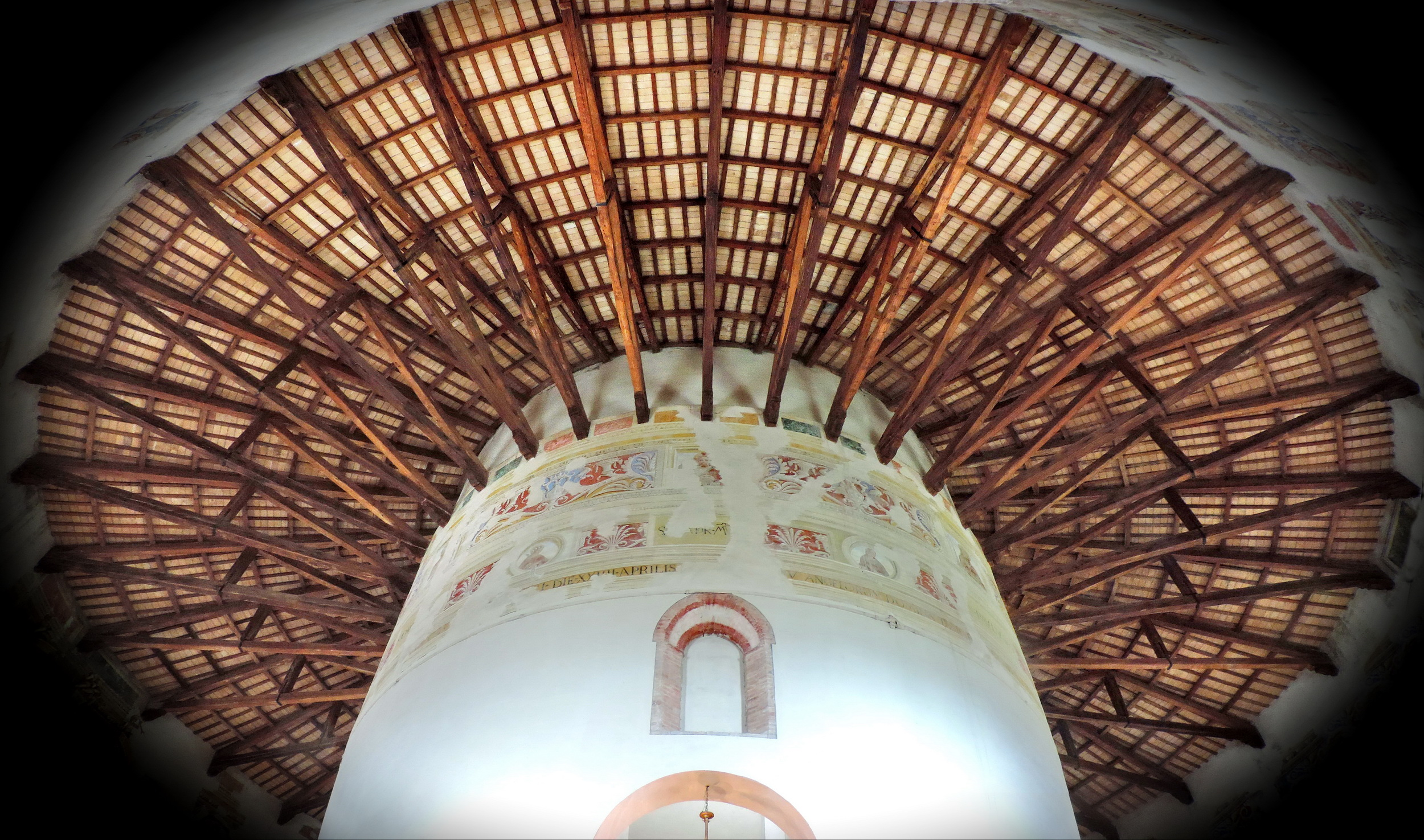
Struttura interna con fregio

Lungo il muro tondeggiante della struttura interna si trova un fregio rinascimentale con medaglioni e busti di santi, restaurato nel 1853.

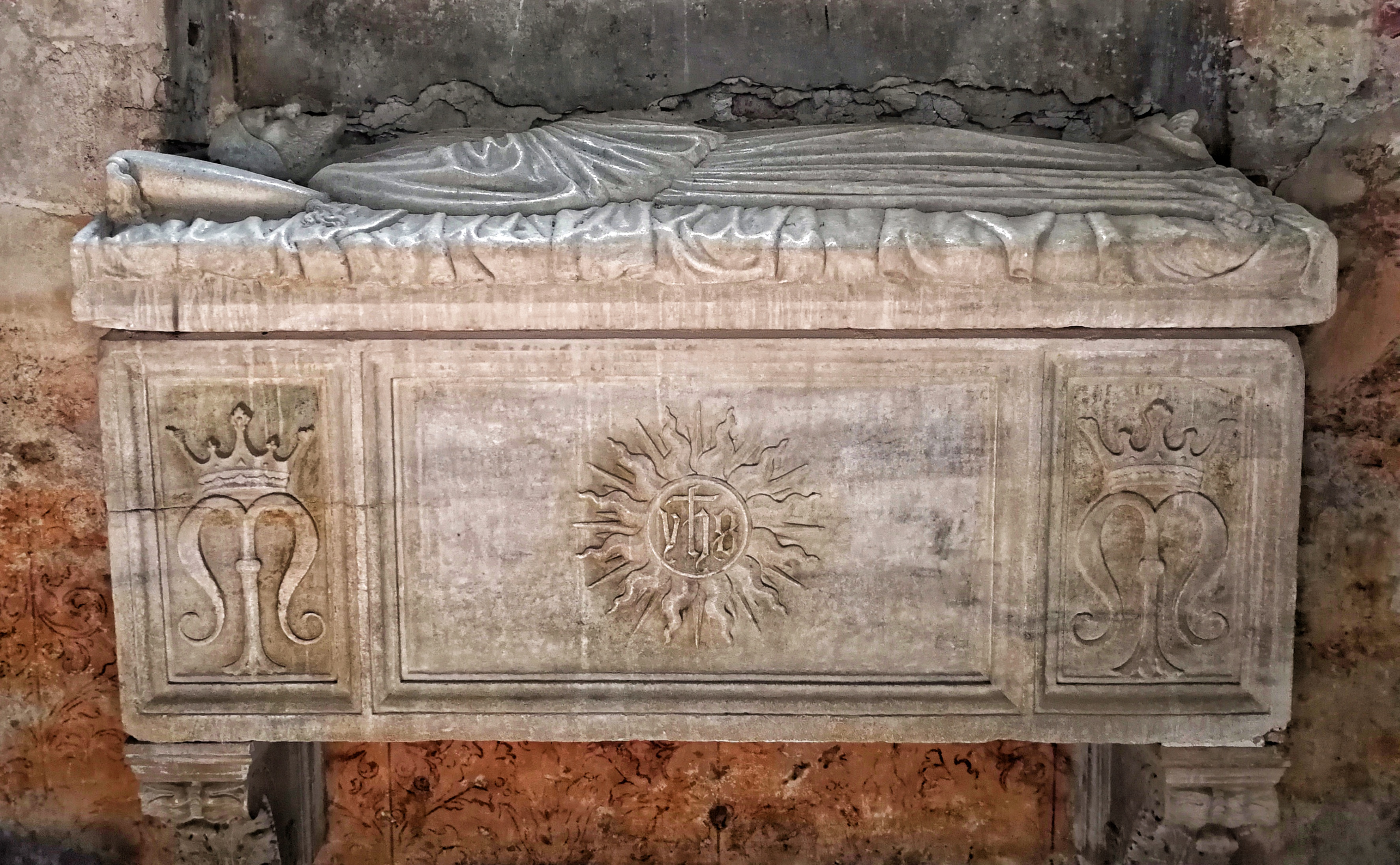
Monumento sepolcrale di Bianco da Durazzo

In basso a sinistra si trova il ritratto di Giulio II dipinto in occasione del suo passaggio nel 1507. Dalla parte opposta si trova invece il monumento sepolcrale di Pietro Bianco del 1479. Realizzato in marmo greco, lungo 210 e alto 76 centimetri è un sarcofago sospeso alla parete da elementi corinzi e con il coperchio scolpito con un rilievo raffigurante il defunto. Il sarcofago presenta una decorazione con monogramma cristologico al centro e due monogrammi mariani ai lati. L'immagine scolpita dell'eremita lo mostra severo e austero, con in testa il copricapo che si dice indossasse, la barba e i piedi scalzi, altro elemento tramandato dalle cronache. Indossa il saio che si deve immaginare di colore bianco. I tratti sono così rispondenti a un ritratto che si può supporre derivino da una maschera mortuaria. Molto compromesso è invece il dipinto che sovrastava il monumento e raffigurava una Deposizione con la presenza dell'eremita in preghiera. L'attribuzione dell'affresco a Leone Cobelli non è universalmente accettata.

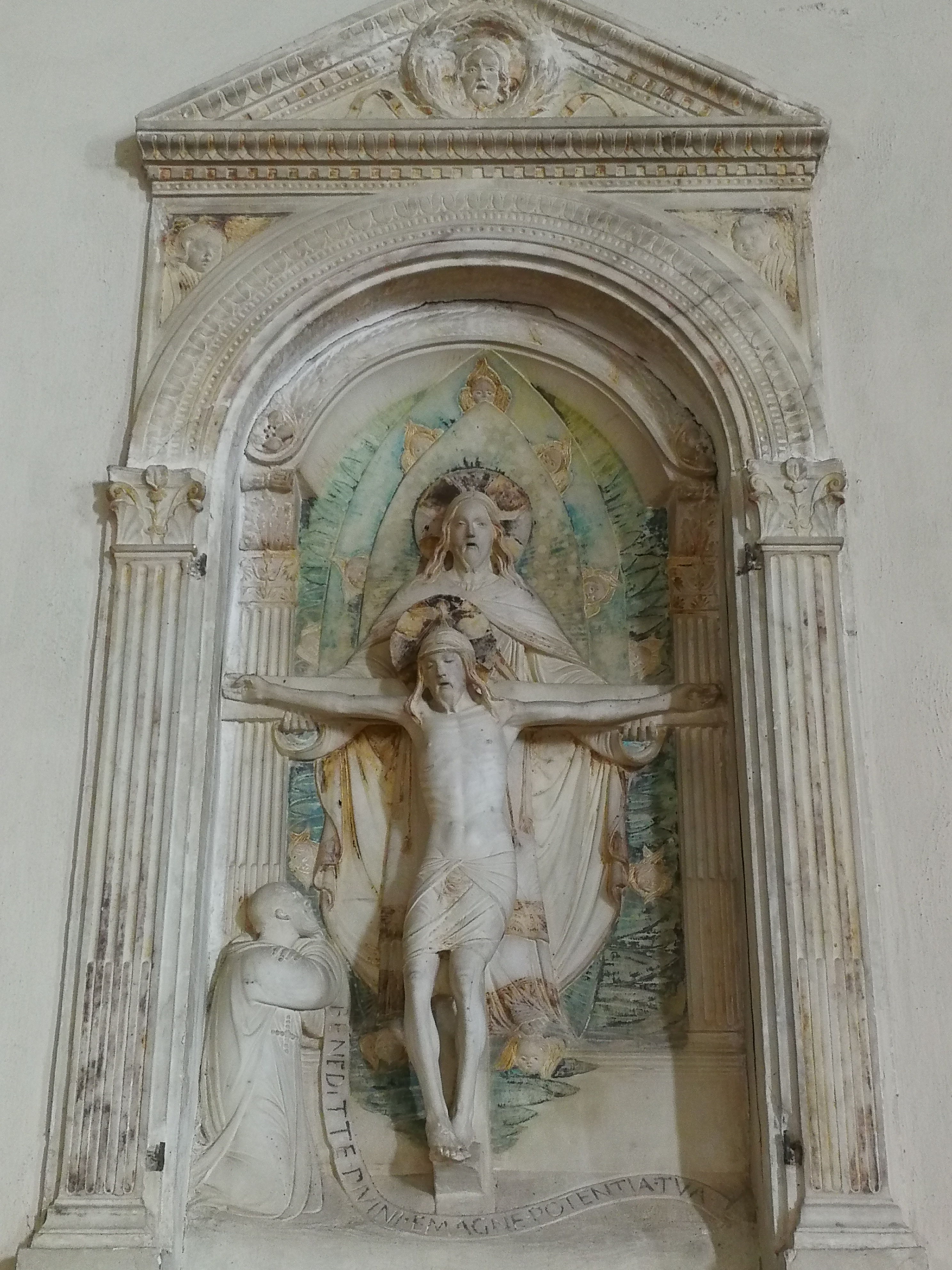
Agostino di Duccio (attribuito), Trinità con Pietro Bianco da Durazzo

Una delle opere più pregiate contenute nel santuario è l'edicola in marmo raffigurante La Santissima Trinità adorata dall'eremita Bianco da Durazzo. Attribuita per ragioni stilistiche ad Agostino di Duccio, l'opera conserva tracce di colore, blu nello sfondo, rosa per i cherubini, dorata per il manto di Dio Padre. Sullo sfondo si intuisce la presenza di un paesaggio dipinto. Pietro reca in mano un cartiglio con la scritta in caratteri maiuscoli BENEDITTE DOMINE EX MAGNA POTENTIA TUA, dove "beneditte" è probabilmente corruzione dal latino. La posizione delle braccia del monaco, che appaiono incrociate in modo che le mani siano una sulla spalla opposta, invece che giunte in preghiera, richiama quella della sottomissione in area bizantina ortodossa. La figura del Padre e del Figlio presentano il medesimo volto giovane a sottolineare l'unità delle persone, mentre lo Spirito Santo viene simboleggiato dalla mandorla. Secondo il critico Vittorio Sgarbi, "è un capolavoro, un'opera unica al mondo dello scultore del Tempio Malatestiano di Rimini. Anche la chiesa è meravigliosa".